# تیتراسیون پتانسیل زتا
تیتراسیون پتانسیل زتا، تیتراسیونی است که کامل شدن واکنش توسط پتانسیل زتا، در آن نشان داده می‌شود، نه توسط شناساگر، که برای همگن‌های مشخص مثل کلوئیدها استفاده می‌شود. یکی از استفاده‌هایش تخمین زدن نقطه ایزوالکتریک در زمان صفر شدن بار سطح می‌باشد، که به تغییر پی‌اچ و اضافه کردن ماده فعال سطحی صورت می‌گیرد. یا برای تخمین زدن درجه مناسب در لخته سازی یا تثبیت سازی استفاده می‌شود.